# ハロウィーン文書
ハロウィーン文書（ハロウィーンぶんしょ、英: The Halloween Documents）は、マイクロソフトのオープンソースソフトウェア（OSS）、特にLinuxに対する潜在的企業戦略を記した内部文書にエリック・レイモンドが自身の認識や見解を加えて発表した告発文書である。
一連の文書は最初に公開された時期がハロウィーンに近かったためハロウィーン文書の呼称がつけられた。マイクロソフトの内部文書であるI・II・VII・VIII・Xは本来企業秘密として扱われているものをエリック・レイモンドが情報提供者を伏せてリークしたものである。マイクロソフトの対OSS・Linux戦略がFUD戦略・3E戦略に基づいていることを告発している。

## 呼称
文書の総称は、エリック・レイモンドが最初のハロウィーン文書となるHalloween I・IIを1998年10月の最終週に準備しており、マイクロソフトにとってのナイトメアになりうると考えて”ハロウィーン”文書という呼称がつけられた。総称としてハロウィーン文書としているが、各文書は五月雨式に年月をまたいで公開されており、全ての文書がハロウィーンに近い日付で公開されているわけではない。

## エリック・レイモンドの情報源

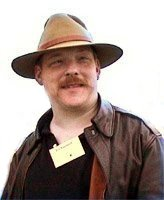
ハロウィーン文書を取りまとめたエリック・レイモンド

文書はいくつかの情報源からなっている。IIIのみがマイクロソフトの公式コメント、I・II・VII・VIII・Xはマイクロソフトの社内資料をエリック・レイモンドが入手してリークした文書、残りはエリック・レイモンドによるニュース記事などで発表した応答コメントである。マイクロソフトの内部資料は本来は企業秘密であり、原文がマイクロソフト内で展開されてからハロウィーン文書としてエリック・レイモンドがリークするまでに多少のタイムラグがある。エリック・レイモンドは著作権侵害の指摘を避けるためハロウィーン文書として公開する際に原文へ補足・見解コメントを付与している。エリック・レイモンドの応答コメントは、ZDNetなどのニュースサイトで言及されたマイクロソフト社員の見解を引用してマイクロソフトの戦略を解説したものである。

## マイクロソフトの戦略

戦略の告発を受けたマイクロソフトの企業ロゴ

マイクロソフトのOSSおよびLinuxへの対抗戦略はいくつかの手法に分けられる。
FUD戦略・3E戦略では、存在しない製品の発表やWindowsの立場をゆるがす競合製品の悪評を広める、閉鎖的な規格によるプラットフォームの囲い込みを提案・実施した。これらの戦略はOSSへの戦略以前からマイクロソフトの企業戦略として存在しており、それをOSSやLinuxに適用したものである。しかし、ネガティブ・キャンペーンであるFUD戦略、コンシューマーに高いTCOを求める3E戦略は十分な評価を得られておらず、Halloween VIIでは悪評批判は控える、低いTCOを求める、という反対の戦略も見せている。
シェアードソース戦略では、マイクロソフトの競合組織にならない学術・研究機関、もしくは競合しないことを契約した企業にマイクロソフト製品のソースコードを公開するという、OSSと同じ開発手法を取った。ソースコードの公開により製品の利用・学習を促進し、マイクロソフト製品の利用に際して低いTCOを利用者に提供した。マイクロソフトのシェアードソース・ライセンスの一部はオープンソース・イニシアティブの公認オープンソースライセンスを得るなど、OSS分野の開発者への認知活動もした。
第三者組織の支援戦略では、LinuxとWindowsの比較評価に際し第三者を支援してマイクロソフトに有利な結果を発表させる、SCO-Linux論争においてSCOグループを支援するなどを実施した。マイクロソフトは表に立つことなく、婉曲的にLinux評価の低下や対Linux訴訟を通してWindowsの優位性確保を試みた。

## ハロウィーン文書の一覧

### Halloween I・II
Halloween I「Open Source Software: A (New?) Development Methodology」およびHalloween II「Linux OS Competitive Analysis: The Next Java VM?」は、1998年8月にマイクロソフトのプログラムマネージャーであるビノード・バロポシルが社内文書として作成した。1998年10月にエリック・レイモンドによりリークされた。
Halloween IはOSSのコンセプトと、それによるマイクロソフトの製品とサービスへの影響の可能性についての詳細を紹介している。そこではOSSの強みと弱みについて述べられている。
Halloween IIは Linuxの基本構成とUnix・Windows NTとの関係について述べられている。
マイクロソフトは、従来のマーケティングにFUD戦略・3E戦略を使っていることを内部的には認識・理解していた。FUD戦略の例としては、存在しない製品の発表や、Windowsの立場をゆるがす競合製品の悪評を広めるなどを挙げた。3E戦略の例としては、既存のプロトコルを拡張して新しいプロトコルを開発、そしてプロトコルとアプリケーションを非共有とする手法を挙げた。OSSと競合・競争する方法の検討において、オープンソースプロジェクトがサーバー市場に参入できる理由の1つに標準化されたプロトコルを使用している点にあると指摘し、FUD戦略・3E戦略で食い止められると提案している。同時に、OSSは長期に渡り信頼性を勝ち取っており、FUD戦略で戦うことは難しく、近年のインターネットの事例研究に非常に劇的な証拠があり、商用製品は過去のものとなりOSS製品に置き換わりうるとも述べている。
Halloween I・IIは2007年1月16日に、Microsoft対Comes訴訟での証拠品として提出されている。

### Halloween III
Halloween III「Microsoft's Reaction to the "Halloween Memorandum"」は、1998年11月5日にMicrosoft NetherlandsからI・IIを説明する声明発表としてコメントされ、同日にエリック・レイモンドが注釈をつけて公開した。
声明は、I・IIに対するマイクロソフトの最初の正式な回答で、それまでは本当にマイクロソフトの資料であるという保証はなかったが、リーク文書の信頼性については既に確認されていた。それらの文書は競合製品調査として「日常的で適切なものである」と述べられ、加えてマイクロソフトのLinuxに対する「公式な立場」ではないと補足された。Linuxに対してはWindows NTの競合製品と見なされることがあるが極僅かな話でマイクロソフトにとって脅威のある製品ではなく、Linuxは知的財産権に違反しない限りは長期的には大きく成長することはないだろうと述べている。声明は単純な応答であったが、多くの点が後のマイクロソフトの公式見解に組み込まれた。
また、1998年11月5日にマイクロソフトのグループマーケティングマネージャーEd Muthから同様の見解が発表されている。

### Halloween IV
Halloween IV「When Software Things Were Rotten」は、1999年10月にエリック・レイモンドが執筆した、マイクロソフトのOSS開発に対する認識をロビン・フッドに例えた風刺作品である。
1998年12月の記事で、マイクロソフトの幹部はOSSの開発手法は誇大広告として却下しており、マイクロソフトのグループマーケティングマネージャーEd Muthは「大きな機能の追加には大きなチームと大きな資産が必要」であり「ロビン・フッドとシャーウッドの森の彼のメリーバンドがうまく調整されていないようなものだ」と述べている。エリック・レイモンドはLinuxの開発者たちをロビン・フッドの仲間たち、マイクロソフトの人物を王様たちになぞらえて、OSS開発に対するこのマイクロソフトの認識のズレを風刺した。

### Halloween V
Halloween V「The FUD Begins」は、1999年3月にエリック・レイモンドが述べた、マイクロソフトのLinuxに対するFUD戦略の解説である。
1999年3月4日、ZDNetにマイクロソフトのEd Muthが自身の見解として「Linuxを学ぶほどにコンシューマーにとっての価値の少なさを感じている」と述べた記事が紹介された。エリック・レイモンドはこの記事を引用して、マイクロソフトによるLinuxへのFUD戦略の始まりであると述べ、Windows NTやWindows 2000のLinuxへの優位性を説明することなく、Linuxがコンシューマーにとって決して良いものではないように紹介されていると言及した。Windows NTがLinuxより堅牢である、Windows NTがLinuxのSMBでファイル共有・プリントサービスで良いパフォーマンスを出している、Windows NTがLinuxよりサーバ市場で成長している、などを主張していないのは、これらがいずれも事実そうでないからだと指摘している。

### Halloween VI
Halloween VI「The Fatal Anniversary」は、1999年10月31日にエリック・レイモンドがマイクロソフトのLinuxへの戦略の変化と内容を言及している。
Halloween I・IIをリークしてから一年が経ち、マイクロソフトのLinuxへの戦略が、マイクロソフト自身が主導するFUD戦略からマイクロソフトが支援する第三者の故意的な評価結果に基づく批評戦略に移行していることを述べている。Mindcraft SoftwareやGartner Group, Inc.のWindowsとLinuxの比較評価をマイクロソフトが支援していることに言及し、それらの企業が出したWindowsがLinuxより優れているという評価がマイクロソフトの対Linux戦略の一環であると述べている。

### Halloween VII
Halloween VII「Survey Says」は、2002年9月にマイクロソフトがドイツのベルリンオフィスで開いた社内のLinux戦略検討会議で用いられた内部文書を含む。2002年11月5日にエリック・レイモンドによりリークされた。
マイクロソフトの内部文書は「Research E-Bulletin: Attitudes Towards Shared Source and Open Source Research Study」のタイトルで収録されている。内部文書では、オープンソース・Linux・シェアードソース・GPLについて考察している。シェアードソースとは、2001年からマイクロソフトが開始しているマイクロソフト製品のソースコードを非競合企業・組織と共有するプロジェクトである。GPLとは、フリーソフトウェア財団が策定したソフトウェアに適用するコピーレフト・ライセンスである。
OSSとLinuxが全世界で80%前後の支持があることを認めた上で、Linuxを支持する一番の理由に低いTCOがあり、同様に低いTCOを与えるマイクロソフトのシェアードソースが40%程度の支持があると説明している。これは、WindowsがLinuxより低いTCOであると述べていた同社の多数の資料と矛盾した内部見解である。
OSS・Linux・GPLに対する批判は戦略的に効果的ではないと強調し、時にはバックファイアーになると注意している。また、この文脈上で、逆効果のため使うべきではない例として「GPLはウイルス的である」という表現を挙げている。この用例はマイクロソフトの意図とは反対にマイクロソフトがGPLを批判した著名な例として取り上げられている。

### Halloween VIII
Halloween VIII「Doing the Damage-Control Dance」は、2002年11月25日にマイクロソフトの関連企業のゼネラルマネージャーに向けて送信された政府のOSS採用に関する対応の指示書である。2003年1月にエリック・レイモンドによりリークされた。

### Halloween IX
Halloween IX「It Ain't Necessarily SCO」は、2003年6月28日にエリック・レイモンドがまとめた、SCOグループの主張が誤っていることを主張した文書である。
Unix・Linux・論争関連企業の歴史や立ち位置などを解説し、各社の見解に対してエリック・レイモンドの見解コメントが記述されている。この文書は他のハロウィーン文書と異なり、唯一マイクロソフトに関して言及していない文書となった。

### Halloween X
Halloween X「Follow The Money」は、SCOのコンサルタントがSCOに送信した2003年10月12日付けのメール文書を紹介しており、マイクロソフトからSCOグループに8,600万ドルの資金が流れていることを暴露した。2004年3月3日にエリック・レイモンドによりリークされた。

### Halloween XI
Halloween XI「Get The FUD」は、2004年1月22日にエリック・レイモンドが執筆したマイクロソフトのGet the Factsキャンペーンに関するFUD戦略の解説文書である。
マイクロソフトは2003年10月22日から公式サイトでGet the FactsとしてWindowsよりLinuxが優れているという第三者評価を公開していた。文書では、マイクロソフトのFUD戦略が直接対立的な立場からの批判から、シェアードソースやSCOグループの支援など、婉曲的な立場からのオープンソース・Linuxの批判に移行していることを述べている。